# Stylococcaceae
Famille
Les Stylococcaceae sont une famille d'algues de l'embranchement des Ochrophyta  de la classe des Chrysophyceae et de l'ordre des Chrysosaccales .
Les espèces du genre type Stylococcus sont des épiphytes vivant dans les eaux douces acides de Suisse et de France.

## Étymologie
Le nom vient du genre type Stylococcus, dérivé du grec στυλοσ  / stylos, colonne, et du latin -cocc, « en rapport avec une graine, une baie ou un fruit », littéralement « colonne de graines ».

## Description
Stylococcus est un unicellulaire protégé dans une lorique hyaline avec une longue tige basale, par laquelle elle est fixée dans le mucilage de diverses macro-algues. Le protoplaste remplit la lorica et possède un ou deux chloroplastes et des vacuoles contractiles. Un rhizopode simple ou ramifié se projette à travers la bouche du lorica. Reproduction par division longitudinale ; cellules filles amiboïdes à long filopode terminal.

## Liste des genres
Selon AlgaeBase (26 janvier 2022) :
- Bitrichia Woloszynska
- Chrysoamphipyxis K.H.Nicholls
- Chrysoamphitrema Scherffel
- Chrysocrinus Pascher
- Chrysoplatytheca Molinari & Guiry
- Chrysopodocystis C.Billard
- Chrysopyxis F.Stein
- Chrysotheca Scherffel
- Chrysothecopsis W.Conrad
- Chrysotheka Doflein
- Chrysothylakion Pascher
- Chrysotylos Matvienko
- Diceras Reverdin
- Diporidion Pascher
- Eleutheropyxis Scherffel
- Heliaktis Pascher
- Heliapsis Pascher
- Heliochrysis Pascher
- Heterolagynion Pascher
- Hyalocylix J.B.Petersen & J.B.Hansen
- Kybotion Pascher
- Lagynion Pascher
- Leukopyxis Pascher
- Plagiorhiza Pascher
- Platytheca F.Stein
- Porostylon Pascher
- Rhizaster Pascher
- Stephanoporos W.Conrad & Pascher
- Styloceras Reverdin
- Stylococcus Chodat, 1898
- Tylochrysis Matvienko